# 2024년 하계 올림픽 코소보 선수단
2024년 하계 올림픽 코소보 선수단은 2024년 7월 26일부터 8월 11일까지 프랑스 파리에서 열린 2024년 하계 올림픽에 참가한 올림픽 코소보 선수단이다. 
코소보는 2016년 하계 올림픽에 처음 출전한 이후 세 번째로 올림픽에 참가했다.

## 출전 선수
| 종목 | 남자 | 여자 | 전체 |
| ---- | ---- | ---- | ---- |
| 복싱 | 0    | 1    | 1    |
| 수영 | 1    | 1    | 2    |
| 유도 | 1    | 4    | 5    |
| 육상 | 0    | 1    | 1    |
| 전체 | 2    | 7    | 9    |

## 메달 집계
| 종목 | 1 | 2 | 3 | 합계 |
| 종목 | ' | ' | ' | '    |
| 종목 | ' | ' | ' | '    |
| 종목 | ' | ' | ' | '    |
| 합계 | ' | ' | ' | '    |

## 같이 보기
- 2024년 하계 올림픽